# Ancylostemon aureus
Ancylostemon aureus là một loài thực vật có hoa trong họ Tai voi. Loài này được (Franch.) B.L.Burtt mô tả khoa học đầu tiên năm 1958.